# Smyrna (Griekse stad)

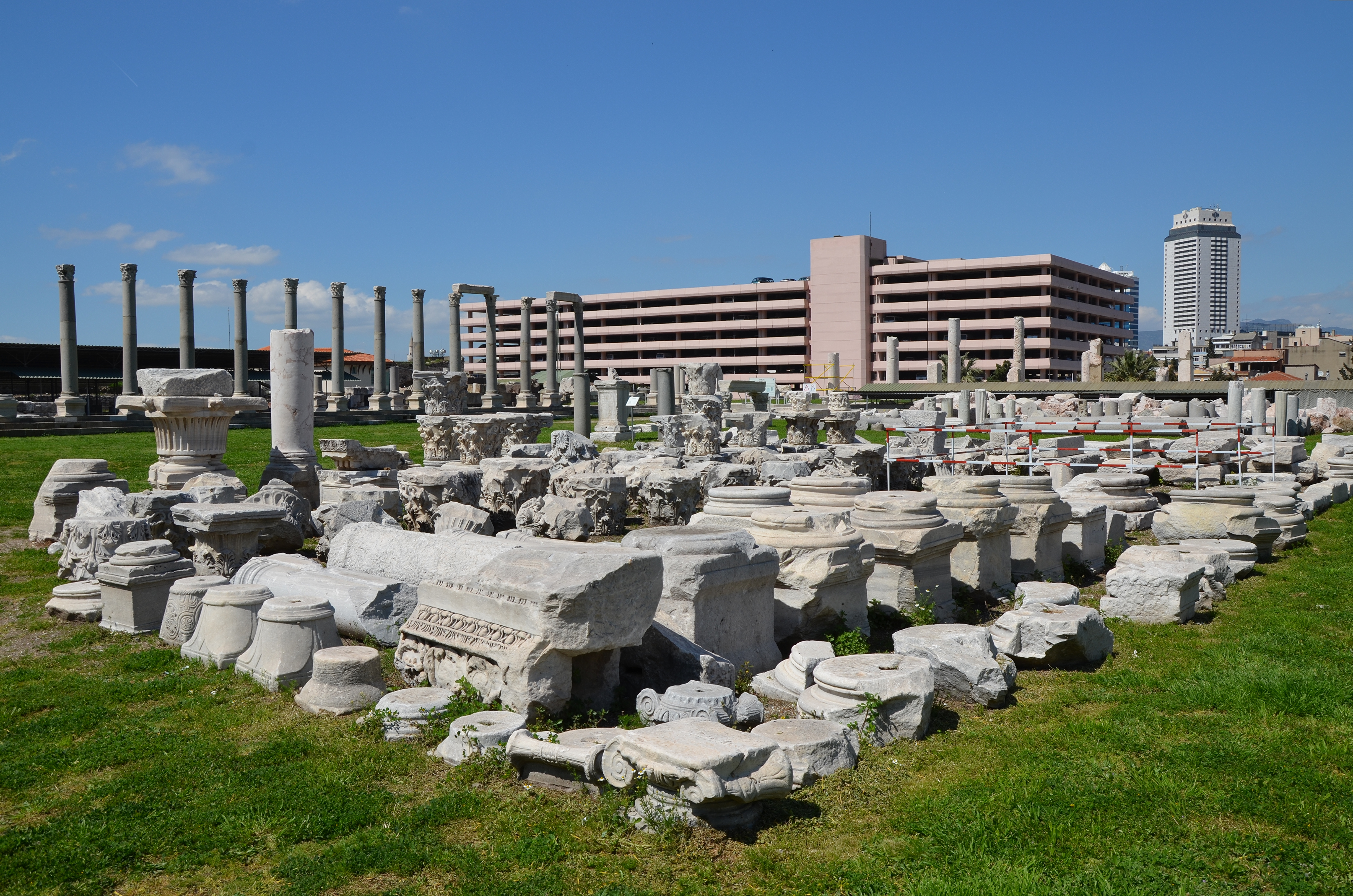
Het forum van Smyrna (zuilen van de westelijke stoa).

Smyrna (Oudgrieks: Σμύρνη, Smýrnē) is de Griekse naam voor het huidige İzmir in Turkije.

## Geschiedenis van Smyrna
De naam van de stad zou afkomstig zijn van de naam van een koningin, Samornia, die over de streek rond de stad regeerde. Smyrna ontstond in de 11e eeuw v.Chr. als Aeolische kolonie en werd in de 7e eeuw v.Chr. een Ionische stad. De Lydische koning Alyattes vernietigde de stad in 630 v.Chr. en in 575 v.Chr. werd Smyrna een Lydische stad. Bij de verovering van Smyrna door de Perzen in 545 v.Chr. werd de stad volledig vernietigd, omdat de stad had geweigerd de Perzen te steunen in hun oorlog tegen de Lydiërs. Alexander de Grote herbouwde Smyrna rond 330 v.Chr. na een oproep van het orakel van Clarus. Later zowel binnen het Hellenistische Rijk als het Romeinse Rijk is het een belangrijke handel- en havenstad geweest.
In de 7e eeuw n. Chr. werd de stad overvallen door Arabieren. Eeuwen later veroverden de Seltsjoeken de stad op de Byzantijnen, maar in 1079 heroverden dezen de stad. In 1415 ging de stad na een turbulente periode deel uitmaken van het Ottomaanse Rijk. Vanaf 1612 bestonden betrekkingen tussen de Republiek en het Osmaanse Rijk, bekend als de Capitulatie van de Sultan.

## Handel
In 1625 verbonden een aantal Amsterdamse kooplieden zich tot de Directie van de Levantse handel en de Navigatie op de Middellandse Zee. De eerste Nederlandse consul in Smyrna werd in 1656 benoemd. Er was een kleine Nederlandse gemeenschap en er was tot in de 19e eeuw een Nederlands kerkhof. Belangrijk voor de handel waren - naast katoen, zijde en wol - indigo (kleurstof), gewonnen uit wede en galnoten. In de tweede helft van de 17e eeuw woonden er in Smyrna 10.000 buitenlanders. Joodse handelaren waren belangrijk in de handelscontacten met de Turkse autoriteiten, maar ook de Fransen en Engelsen waren in Smyrna aanwezig. Veel buitenlanders gingen modieus en à la Turca gekleed. Een belangrijk deel van de handel in oosterse tapijten naar Europa verliep via Smyrna. Deze tapijten werden verhandeld onder de naam Smyrnatapijten. Dikke wollen garens, zoals ze worden gebruikt voor tapijten, worden wel Smyrnagarens genoemd. Het hoogtepunt van de tapijthandel in de stad was in de negentiende eeuw.

## Moeilijke tijden
Smyrna werd regelmatig getroffen door pest (o.a. 1678 en 1689) en cholera-epidemieën. Om die te ontvluchten hadden de rijkere mensen vaak een tweede huis buiten de stad, dat ook dienstdeed als verblijf tijdens de zomermaanden en het jachtseizoen. Vooral in Seydiköy, waar consul Jacob Van Dam en later zijn opvolger Daniël Jean de Hochepied (consul van 1688 tot zijn dood in 1723), een consulair buitenverblijf hadden, was een druk sociaal leven. De Hochepied werd opgevolgd door zijn derde zoon, Daniël Alexander (19 april 1689). Tot in de 20ste eeuw leverde deze familie consuls op.
De aardbeving van 10 juli 1688 kostte naar schatting aan 15.000 mensen het leven. De bovenstad, waar vooral Turken woonden, lag vrijwel geheel in puin en van de Europese benedenbuurt was weinig over. De kanselarijarchieven werden verwoest. Drie rooms-katholieke kerken, veertien moskeeën en vele handelshuizen en woningen werden in puin gelegd. Toen Daniël Jean de Hochepied (1657-1723), de nieuwe consul, aankwam, was alles weer rustig, en al gauw waren er twintig Hollandse handelshuizen die goede zaken deden.

## Na de Eerste Wereldoorlog
In de loop van de 19de eeuw zou Smyrna de meest Europese stad van het Ottomaanse Rijk worden. Voordat dit Rijk in de Eerste Wereldoorlog uiteenviel, waren de Grieken de grootste etnische groep en de meerderheid in Smyrna. Volgens de Turkse autoriteiten waren in 1890 75.000 van de 155.000 inwoners Grieken, 6.000 Armenen, 15.000 Joden en 10.000 Rooms-katholieken, vermoedelijk Italianen en Fransen. Nog geen derde deel (45.000) van de bevolking was Turk. Bij het Verdrag van Sèvres (1920) behoorde de stad met andere Anatolische gebieden en de kuststreken tot het deel van Turkije dat aan Griekenland werd toegekend. Maar na de strijd tussen Griekenland en het opkomende nationalistische Turkije, waarbij Griekse troepen ver op Anatolisch gebied doorgedrongen waren maar werden verslagen, veroverden de Turkse legers onder Atatürk de stad in 1922. Een groot deel van de bevolking werd uitgemoord, wie kon vluchtte over zee en de stad werd geplunderd en in brand gestoken in wat de Grieken de Klein-Aziatische catastrofe noemen. Deze gebeurtenissen worden ook wel gezien als onderdeel van de Pontische Genocide. Ongeveer 70 procent van de stad brandde af nadat het Griekse leger terugtrok, wat een vluchtelingenstroom van honderdduizenden mensen op gang bracht. Er vond in die tijd een soort etnische ontmenging plaats tussen Turkije en Griekenland, waarbij vele Turken gedwongen uit Griekenland naar Turkije migreerden, en vele Grieken uit Turkije naar Griekenland. Gruweldaden die in die tijd aan beide zijden gepleegd werden, belasten nu nog de Grieks-Turkse relaties. In 1922 werd de officiële naam van de stad gewijzigd in het Turkse İzmir.

## Smyrna en de Bijbel
In het Bijbelboek Openbaring komt Smyrna voor als een van de zeven gemeenten in Klein-Azië, samen met Efeze, Pergamum, Thyateira, Sardes, Filadelfia en Laodicea. in Openbaringen 1 schrijft Johannes (die dan op Patmos zit, en van God de opdracht krijgt alles wat hij hoort op te schrijven) het volgende: "Hetgeen gij ziet, schrijf dat in een boek en zend het aan de zeven gemeenten." In Openbaring 2:8-11 staat het volgende: "Schrijf aan de engel der gemeente Smyrna: Dit zegt de eerste en de laatste, die dood geweest is en levend geworden: Ik weet uw verdrukking en armoede, hoewel gij rijk zijt, en de laster van hen, die zeggen, dat zij Joden zijn, doch het niet zijn, maar een synagoge des satans. Wees niet bevreesd voor hetgeen gij lijden zult. Zie, de duivel zal sommigen uwer in de gevangenis werpen opdat gij verzocht wordt, en gij zult een verdrukking hebben van tien dagen. Wees getrouw tot de dood en Ik zal u geven de kroon des levens. Wie een oor heeft die hore, wat de Geest tot de gemeenten zegt. Wie overwint, zal van de tweede dood geen schade lijden."

## İzmir
De Vrede van Lausanne in 1923 bezegelde het einde van de Griekse aanwezigheid in de stad en de Klein-Aziatische en de Ionische kusten. De Grieken waren daar duizenden jaren aanwezig maar werden nu "gerepatrieerd" naar een vaderland dat ze niet kenden. In ruil haalden de Turken hun volksgenoten weg uit de stad Saloniki en het Macedonische binnenland. Slechts de Griekse bevolking van Istanbul en die van de Egeïsche eilanden Imbros en Tenedos, naar schatting 270.000 mensen, was hoewel niet meer dan voorlopig van uitwijzing uitgesloten. Hetzelfde gold voor de islamitische bevolking van het bij deze vrede Grieks geworden West-Thracië, ongeveer 86.000 mensen, Zij hebben overigens wel tot op heden een minderheidsstatus behouden. Met het verdrag van Lausanne werd een van de eerste etnische zuiveringen in de twintigste eeuw, hoewel grotendeels achteraf, gelegaliseerd.
Zie ook etnische zuiveringen.

## Overige
Smyrna is de geboorteplaats van Aristoteles Onassis. Ook van Homerus wordt gezegd dat hij in Smyrna geboren werd.

## Verder lezen
- E. Akurgal, art. SMYRNA (Izmir) Turkey, in R. Stillwell - e.a. (edd.), The Princeton Encyclopedia of Classical Sites, Princeton, 1976.